# Burghwallis
Burghwallis är en civil parish i Doncaster i Storbritannien.   Den ligger i grevskapet Doncaster och riksdelen England, i den centrala delen av landet, 240 km norr om huvudstaden London.